# Johannes Zopf
Johannes Zopf es un deportista austríaco que compitió en vela en la clase Soling. Ganó una medalla de plata en el Campeonato Europeo de Soling de 2011.

## Palmarés internacional
| Campeonato Europeo | Campeonato Europeo   | Campeonato Europeo | Campeonato Europeo |
| Año                | Lugar                | Medalla            | Clase              |
| ------------------ | -------------------- | ------------------ | ------------------ |
| 2011               | Litzelberg (Austria) | Medalla de plata   | Soling             |